# Lake Delton
Lake Delton é uma vila localizada no estado norte-americano de Wisconsin, no Condado de Sauk.

## Demografia
Segundo o censo norte-americano de 2000, a sua população era de 1982 habitantes.
Em 2006, foi estimada uma população de 2835, um aumento de 853 (43.0%).

## Geografia
De acordo com o United States Census Bureau tem uma área de
17,4 km², dos quais 16,0 km² cobertos por terra e 1,4 km² cobertos por água.

## Localidades na vizinhança
O diagrama seguinte representa as localidades num raio de 16 km ao redor de Lake Delton.